# Lioptilodes
Lioptilodes là một chi bướm đêm thuộc họ Pterophoridae.

## Các loài
- Lioptilodes aguilaicus
- Lioptilodes albistriolatus
- Lioptilodes alolepidodactylus
- Lioptilodes altivolans
- Lioptilodes antarcticus
- Lioptilodes arequipa
- Lioptilodes brasilicus
- Lioptilodes cocodrilo
- Lioptilodes cuzcoicus
- Lioptilodes doeri
- Lioptilodes fetisi
- Lioptilodes limbani
- Lioptilodes neuquenicus
- Lioptilodes ockendeni
- Lioptilodes parafuscicostatus
- Lioptilodes prometopa
- Lioptilodes rionegroicus
- Lioptilodes salarius
- Lioptilodes subantarcticus
- Lioptilodes testaceus
- Lioptilodes topali
- Lioptilodes tribonia
- Lioptilodes yungas
- Lioptilodes zapalaicus